# Naka-Okachimachi (metropolitana di Tokyo)
La stazione di Naka-Okachimachi (仲御徒町駅?, Naka-Okachimachi-eki) è una stazione della metropolitana di Tokyo. Si trova nel quartiere di Taitō. La stazione è servita dalla linea Hibiya della Tokyo Metro, ed è collegata da corridoi sotterranei alle stazioni di Ueno-hirokōji, Ueno-Okachimachi e dove è possibile rispettivamente interscambiare con le linee Ginza, Ōedo e Yamanote e Keihin-Tōhoku.

## Struttura
La stazione è dotata di un marciapiede a isola centrale con due binari sotterranei.
| 1 | Linea Hibiya | per Ginza, Naka-Meguro e Kikuna,         |
| 2 | Linea Hibiya | per Ueno, Kita-Senju e Tōbu Dōbutsu Kōen |

## Stazioni adiacenti
| «            | Servizio     | »            |
| Linea Hibiya | Linea Hibiya | Linea Hibiya |
| ------------ | ------------ | ------------ |
| Akihabara    | -            | Ueno         |